# Atyriodes cyrene
Atyriodes cyrene là một loài bướm đêm trong họ Geometridae.